# Équipe du Mexique de football à la Copa América 1997
L'équipe du Mexique de football participe à sa 3e Copa América lors de l'édition 1997 qui se tient en Bolivie du 11 juin 1997 au 29 juin 1997. Elle se rend à la compétition en tant que quart de finaliste de la Copa América 1995 ainsi qu'en tant que pays invité au même titre que le Costa Rica.
Les Mexicains passent la phase de poule en terminant deuxième du groupe C puis ils éliminent l'Équateur en quart de finale. Ils perdent le match suivant 3-1 contre le pays hôte et ils parviennent à décrocher la troisième place du tournoi en battant les Péruviens lors de la petite finale. À titre individuel, l'attaquant Luis Hernández termine meilleur buteur de la compétition avec 6 buts.

## Résultat

### Premier tour
| Classement final |            |     |   |   |   |   |    |    |      |
|                  | Équipe     | Pts | J | G | N | P | BP | BC | Diff |
| 1                | Brésil     | 9   | 3 | 3 | 0 | 0 | 10 | 2  | +8   |
| 2                | Mexique    | 4   | 3 | 1 | 1 | 1 | 5  | 5  | 0    |
| 3                | Colombie   | 3   | 3 | 1 | 0 | 2 | 5  | 5  | 0    |
| 4                | Costa Rica | 1   | 3 | 0 | 1 | 2 | 2  | 10 | -8   |

| 13 juin | Brésil   | 5 | 0 | Costa Rica |
| 13 juin | Mexique  | 2 | 1 | Colombie   |
| 16 juin | Brésil   | 3 | 2 | Mexique    |
| 16 juin | Colombie | 4 | 1 | Costa Rica |
| 19 juin | Brésil   | 2 | 0 | Colombie   |
| 19 juin | Mexique  | 1 | 1 | Costa Rica |

| 13 juin 1997 | Mexique           | 2 – 1   | Colombie   | Estadio Ramón Aguilera (Santa Cruz)                      |                                                          |
|              | Hernández 7e, 11e | (2 - 0) | Ricard 58e | Spectateurs : 25 000 Arbitrage : Antonio Marrufo Mendoza | Spectateurs : 25 000 Arbitrage : Antonio Marrufo Mendoza |

| 16 juin 1997 | Brésil                                                              | 3 – 2   | Mexique            | Estadio Ramón Aguilera (Santa Cruz)         |                                             |
|              | Aldair 47e · Romero 59e (csc) · Leonardo 77e · Flávio Conceição 87e | (0 - 2) | Hernández 13e, 31e | Spectateurs : 35 000 Arbitrage : José Arana | Spectateurs : 35 000 Arbitrage : José Arana |

| 19 juin 1997 | Mexique              | 1 – 1   | Costa Rica  | Estadio Ramón Aguilera (Santa Cruz)                   |                                                       |
|              | Hernández 14e (pen.) | (1 - 0) | Medford 60e | Spectateurs : 15 000 Arbitrage : Juan Carlos Paniagua | Spectateurs : 15 000 Arbitrage : Juan Carlos Paniagua |

### Quart de finale
| 22 juin 1997 | Mexique           | 1 – 1 a.p. | Équateur          | Estadio Félix Capriles (Cochabamba)              |                                                  |
| | Blanco 17e        | (1 - 1) | Capurro 6e (pen.) | Spectateurs : 15 000 Arbitrage : Antônio Pereira | Spectateurs : 15 000 Arbitrage : Antônio Pereira |
| · Hernández · Suárez · Blanco · Chávez · Villa · Sánchez                                                           | Tirs au but 4 - 3 | · Montaño · Capurro · De la Cruz · Graziani · Fernández · Rosero ·                                                                                     |                   | Spectateurs : 15 000 Arbitrage : Antônio Pereira | Spectateurs : 15 000 Arbitrage : Antônio Pereira |
| Ríos - Pardo ( 55e Rizo), Davino, Suárez, Sánchez - Romero, Villa, Lara, Ramírez ( 61e Chávez) - Blanco, Hernández | Équipes           | Ibarra - Méndez, Capurro, Tenorio ( 46e Montaño), De la Cruz - Sánchez ( 81e Rosero), Constante, Carabalí, Gavica ( 73e Fernández) - Graziani, Hurtado |                   | Spectateurs : 15 000 Arbitrage : Antônio Pereira | Spectateurs : 15 000 Arbitrage : Antônio Pereira |

### Demi-finale
| 25 juin 1997 | Bolivie                                       | 3 – 1 | Mexique    | Estadio Hernando Siles (La Paz)                    |                                                    |
| | E. Sánchez 27e · R. Castillo 39e · Moreno 79e | (2 - 1) | Ramírez 8e | Spectateurs : 40 000 Arbitrage : Epifanio González | Spectateurs : 40 000 Arbitrage : Epifanio González |
| Trucco - O. Sánchez, Sandy, J. Peña, S. Castillo - Cristaldo, V. Soria, Baldivieso, R. Castillo ( 73e Melgar) - E. Sánchez ( 59e Moreno ( 76e Blanco)), Etcheverry | Équipes                                       | Ríos - Pardo, Romero ( 73e Abundis), Suárez ( 42e), Sánchez ( 75e) - Chávez, Villa, Lara, Ramírez ( 59e García) - Palencia ( 46e Blanco), Hernández |            | Spectateurs : 40 000 Arbitrage : Epifanio González | Spectateurs : 40 000 Arbitrage : Epifanio González |

### Petite finale
| 28 juin 1997 | Mexique       | 1 – 0 | Pérou | Estadio Jesús Bermúdez (Oruro)                  |                                                 |
| | Hernández 82e | (0 - 0) |       | Spectateurs : 8 000 Arbitrage : Paolo Borgosano | Spectateurs : 8 000 Arbitrage : Paolo Borgosano |
| Ríos - Pardo, Jiménez, De Anda, Romero - Villa ( 83e Sánchez), Lara, Ramírez ( 46e Chávez), Blanco - Palencia ( 57e Abundis), Hernández | Équipes       | Miranda - Reyna, Dulanto, Rebosio, Portilla - Prado, Torres ( 71e Muñoz), Rosales ( 14e Hidalgo), Palacios - Palomino ( 20e Magallanes), Cominges |       | Spectateurs : 8 000 Arbitrage : Paolo Borgosano | Spectateurs : 8 000 Arbitrage : Paolo Borgosano |

## Navigation